# На вістрі
«На вістрі» (англ. Beirut) — американський драматичний трилер режисера Бреда Андерсона, що вийшов 2018 року. Стрічка розповідає про колишнього американського дипломата, що повертається у Бейрут, щоб врятувати свого друга. У головних ролях Джон Гемм, Розамунд Пайк, Дін Норріс.
Вперше фільм продемонстрували 22 січня 2018 року у США на кінофестивалі «Санденс», а показ фільму у широкому кінопрокаті в Україні має розпочатися 17 травня 2018 року.

## У ролях
| Актор           | Персонаж      | Роль                                     |
| --------------- | ------------- | ---------------------------------------- |
| Джон Гемм       | Мейсон Скілес | колишній американський дипломат          |
| Розамунд Пайк   | Сенді Кроудер | оперативна агентка ЦРУ                   |
| Дін Норріс      | Дональд Гейнс | один з трьох чиновників Держдепартаменту |
| Ши Вігхем       | Гері Рузак    | один з трьох чиновників Держдепартаменту |
| Ларрі Пайн      | Френк Уелен   | один з трьох чиновників Держдепартаменту |
| Марк Пеллегріно | Каль Райлі    | друг Мейсона                             |
| Лейла Бехті     | Надя          | дружина Мейсона                          |

## Створення фільму

### Знімальна група
- Кінорежисер — Бред Андерсон
- Сценарист — Тоні Джилрой
- Кінопродюсери — Тед Філд, Тоні Джилрой, Моніка Левінсон, Шивані Рават, Майк Вебер
- Виконавчий продюсер — Стівен П. Саета
- Композитор — Джон Дебні
- Кінооператор — Бйорн Шарпентьє
- Кіномонтаж — Ендрю Гафіц
- Підбір акторів — Салах Бенчегра, Діксі Чассе, Шейла Джаффе
- Художник-постановник — Арад Сават
- Артдиректори — Ян Бейлі, Тедді Сетован
- Декоратор — Фелісті Ґуд, Мохамед Ракаа, Амін Рарда
- Художник з костюмів — Карлос Росаріо[3].

### Виробництво
Знімання фільму розпочалося в червні 2016 року у Танжері, Марокко.

### Виноски
1. 1 2  Beirut: Release Info (англійською) . Internet Movie Database. Процитовано 9 березня 2018.
2. 1 2  На вістрі. Kino-teatr.ua. Архів оригіналу за 14 серпня 2020. Процитовано 9 березня 2018.
3. ↑  Beirut: Full Cast & Crew (англійською) . Internet Movie Database. Процитовано 9 березня 2018.
4. ↑  Patrick Hipes (4 травня 2016). Jon Hamm-Rosamund Pike Pic ‘High Wire Act’ Moves Forward With ShivHans Financing & Cast – Cannes (англійською) . Deadline.com. Архів оригіналу за 18 березня 2018. Процитовано 9 березня 2018.